# C/1941 K1 van Gent
La Cometa van Gent, formalmente C/1941 K1 van Gent, è una cometa non periodica.

## La scoperta, o meglio le scoperte
La cometa è stata scoperta il 27 maggio 1941 dall'astronomo olandese Hendrik van Gent dall'Osservatorio Union di Johannesburg, Sudafrica. A causa delle difficoltà di comunicazione dovute alla seconda guerra mondiale la notizia della scoperta si è diffusa con molto ritardo, come conseguenza parecchi osservatori hanno compiuto scoperte indipendenti di questa cometa anche dopo oltre un mese la data reale della scoperta: il 16 giugno 1941 è stata scoperta da Mark Howarth che osservava da Newcastle in Nuovo Galles del Sud (Australia), il 17 giugno 1941 dall'astrofilo italiano Giovanni Bernasconi, il 12 luglio 1941 dall'astrofilo belga Geo du Soleil dall'allora Congo Belga.